# إليزابيث جينينغز غراهام
إليزابيث جينينغز غراهام (بالإنجليزية: Elizabeth Jennings Graham)‏ هي ناشِطة أمريكية، ولدت في 1827، وتوفيت في 5 يونيو 1901.